# گنجاب
گنجاب  روستایی از توابع بخش مرکزی شهرستان ملایر در استان همدان ایران است.تمام اهالی به زبان لری ثلاثی و لری مینجایی و لرهای لکی صحبت میکنند.

## جمعیت
این روستا در دهستان کوه سرده قرار دارد و براساس سرشماری مرکز آمار ایران در سال ۱۳۹۵، جمعیت آن ۱۴۶ نفر (۴۵خانوار) بوده‌است.

## مردم
شغل مردم این روستا کشاورزی است.مردم این روستا به گویش لری صحبت می کنند و  از طوایف احمدی و احمدوند هستند.چگنی های این روستا شامل چندین ایلات تبعیدی است. .
- ایل چگنی،:چندین خانوار از خرم آباد لرستان به این روستا تبعید شده اند ،اول در علی آباد شَرا و بعد در گنجاب سکنی برگزیدند.

احمدوندها:که از اطراف نواحی کرمانشاه به این روستا سکنی برگزیدند.
احمدی ها:که تعدادی از نواحی مابین کرمانشاه و لرستان به این روستا سکنی برگزیدند و تعدادی از نواحی جنوب خرم آباد.
لشنی ها:لشنی ها از اطراف نوراباد دلفان لرستان به این روستا سکنی برگزیدند.
همی وندها:از نواحی الشتر به این روستا سکنی برگزیدند.
زهره وندها:ازنواحی کرمانشاه به این روستا سکنی برگزیدند.
ونائی ها:از نواحی بروجرد لرستان به این روستا سکنی برگزیدند.
سخاوت وند:ازنواحی کرمانشاه به این روستا سکنی برگزیدند.
انواع گوشهاای مختلف اقوام لر در دوستا صحبت میشود دراین بین  لری_ثلاثی  بیشترین و بعد لری میجاییبعد  لری لکی هثت  صحبنت میشد.